# Sveti Vid, Vuzenica
Sveti Vid este o localitate din comuna Vuzenica, Slovenia, cu o populație de 409 locuitori.